# 旭伸航空
旭伸航空（きょくしんこうくう）は、新潟県新潟市東区にかつて本社を置いていた日本の航空会社。

## 概要
1968年3月15日、国内産業航空株式会社（こくないさんぎょうこうくう）として創業。1971年、旭伸航空株式会社に商号を改称。略称はKOK、コールサインはKyokushin Air。新潟空港と佐渡空港との間を結ぶチャーター便や航空写真撮影用のフライトなどを主たる事業としていた。
1978年5月19日、旭伸航空のセスナ機が新潟県妙高高原町で墜落、機長が死亡。セスナ機は新潟総合テレビが土石流災害取材用にチャーターしたものであった。
1994年、佐渡郡真野町（現佐渡市）に本社を置き味噌を始めとする食品製造などを手掛ける「株式会社マルゴ」が経営権を獲得した。味噌製造会社がコミューター航空事業に乗り出したのは、当時新潟 - 佐渡間の航空路を運営していた新中央航空が利用客数伸び悩みなどの為同路線から撤退し、地元の名士であった（社長の高野宏一郎は2004年から2012年まで佐渡市長を務めた）マルゴ社のオーナー高野家に事態の収拾が求められたことによる。
1996年4月から新潟 - 佐渡路線の運航を開始した。当時佐渡郡新穂村（現佐渡市）で保護飼育されていたトキに因んで、就航機であるブリテン・ノーマン アイランダー（BN-2B-20）にはトキのイラストが塗装され、愛称も「TOKI夢ライン」と命名された。春から秋は1日4往復、冬季は3往復を運航していた。
しかし新潟港と両津港の間には、佐渡汽船がカーフェリーとジェットフォイルによって運航する航路があり、佐渡線はこの佐渡汽船の両津航路との競合を余儀なくされた。過去に佐渡線に就航していた各社が撤退したのも、この海上航路との競合が最大の要因である。こうした事から佐渡線は就航以来毎年度損失を計上し続けていたが、県と佐渡島内の自治体は旭伸航空の応援にまわり巨額の赤字額を補填しながら運航の維持を図った。これは佐渡島の周囲に広がる日本海が特に冬季に猛烈な時化が発生することで有名な海であり、悪天候で両津航路の運航が困難になる事態になっても本土と佐渡島を結ぶ交通路を確保し、佐渡島内の医療体制や郵便物・宅配物の配送体制を維持するために行われた措置であった。実際に荒天で両津航路が欠航した際には1日最大8往復まで増便する措置を取ったケースもあった。
だが利用客数は減少を続け、2002年度以降は年間1万人前後にまで落ち込んだ。そのため累積赤字も膨らみ続け、それと共に行政側からの運航補助額も増額し続けた。運航開始の1996年度から2005年度は、県と佐渡島内の各市町村（2004年、島内全市町村が新設合併し佐渡市となる）から合計約4,700〜5,500万円を、2006年度以降は赤字額の9割を上限とし、県と市から合計約6400万円が補助された。一方で運航業務に携わる人員も経営難などの為新規人員の確保がされないまま高齢化が進み、パイロット2名のうち1名が2008年度中に定年となり、さらに整備士も体力上の理由から退職を申し出るなどし、運航維持が困難な状況に陥った。このため、当時の羽吹登社長は「経営実態から、航路の存続は難しい」として同年2月、県と佐渡市に9月末の空路撤退を申し出た。4月のダイヤ改正からはそれまでの2機体制から1機体制として減便、9月30日のフライトを以って運航を終了し、旭伸航空もその歴史に幕を下ろした。

### 旭伸航空消滅後の佐渡路線
同空路の休止後、沖縄県に本社を置いていたエアードルフィンが路線再開に名乗りを上げ、2009年度中を目途に運航を再開する予定であった。ところが、同社の親会社であるサイバーファームが2009年1月に自己破産を申請し（のちにエアードルフィンも、同年11月に自己破産を申請）、事実上経営破綻した事で計画は事実上撤回された。県内では佐渡空港と羽田空港を結ぶ空路開設の可能性を探るため、新規に県と佐渡市の出資による航空会社を設立する構想を打ち出し、その一環としてこの会社が新潟空港間の空路も運航する案が浮上したものの、結局これらも具体化には至らず、空路再開は一時流動的なものとなった。
その後鹿児島県に本社を置く新日本航空が運航に名乗りを上げ、2011年7月の運航再開を目指し、計画が進められた。しかし、同社は本格的な旅客業務を行うのが初めてであり、当初は2010年4月中の運航開始を予定していたものの、同社が国土交通省に提出した運航計画に関して「運航要員の増員」（当初予定のパイロット2名を3名に増員）「使用機体の見直し」（当初予定の6人乗りを10人乗りに変更）などの見直しを求められたことから運航開始の目途が立たなくなった。当時同社は10人乗りの機体を保有していなかったことなどから事態は一時流動的となり、2010年度中の運航再開には至らなかった。新日本航空はその後運航計画を再検討した結果、佐渡線の運航を2011年7月に開始する旨を同年1月19日に発表した。9人乗りの機体を使用して1日3〜4往復運航し、旭伸航空の際と同様に県と佐渡市が赤字額の9割（合計約6400万円）を上限に補填することとし、佐渡線の運航は新日本航空に引き継がれることとなった。

## 過去の就航路線
- 新潟空港 - 佐渡空港

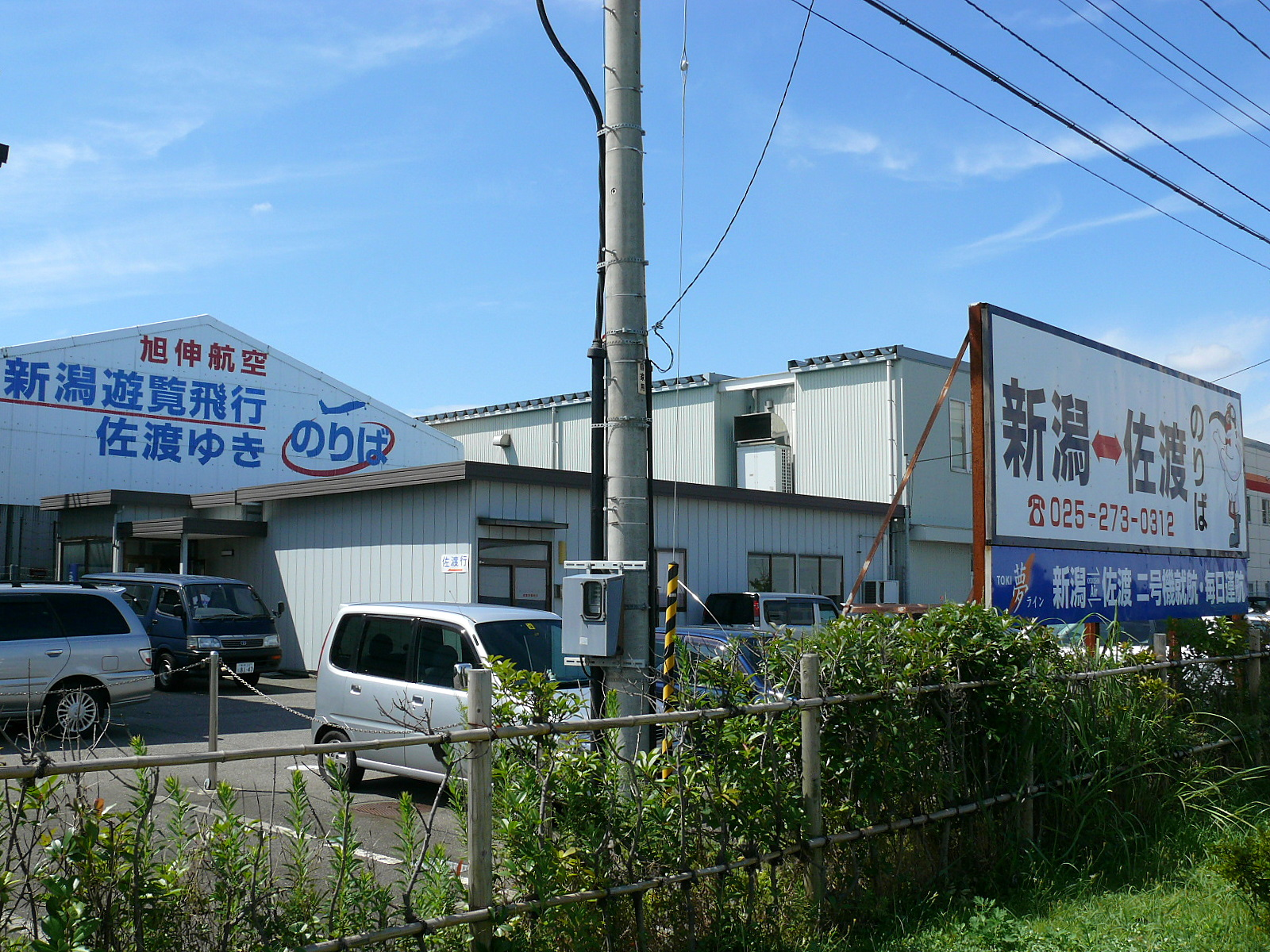
旭伸航空の新潟空港乗り場 （2008年撮影）
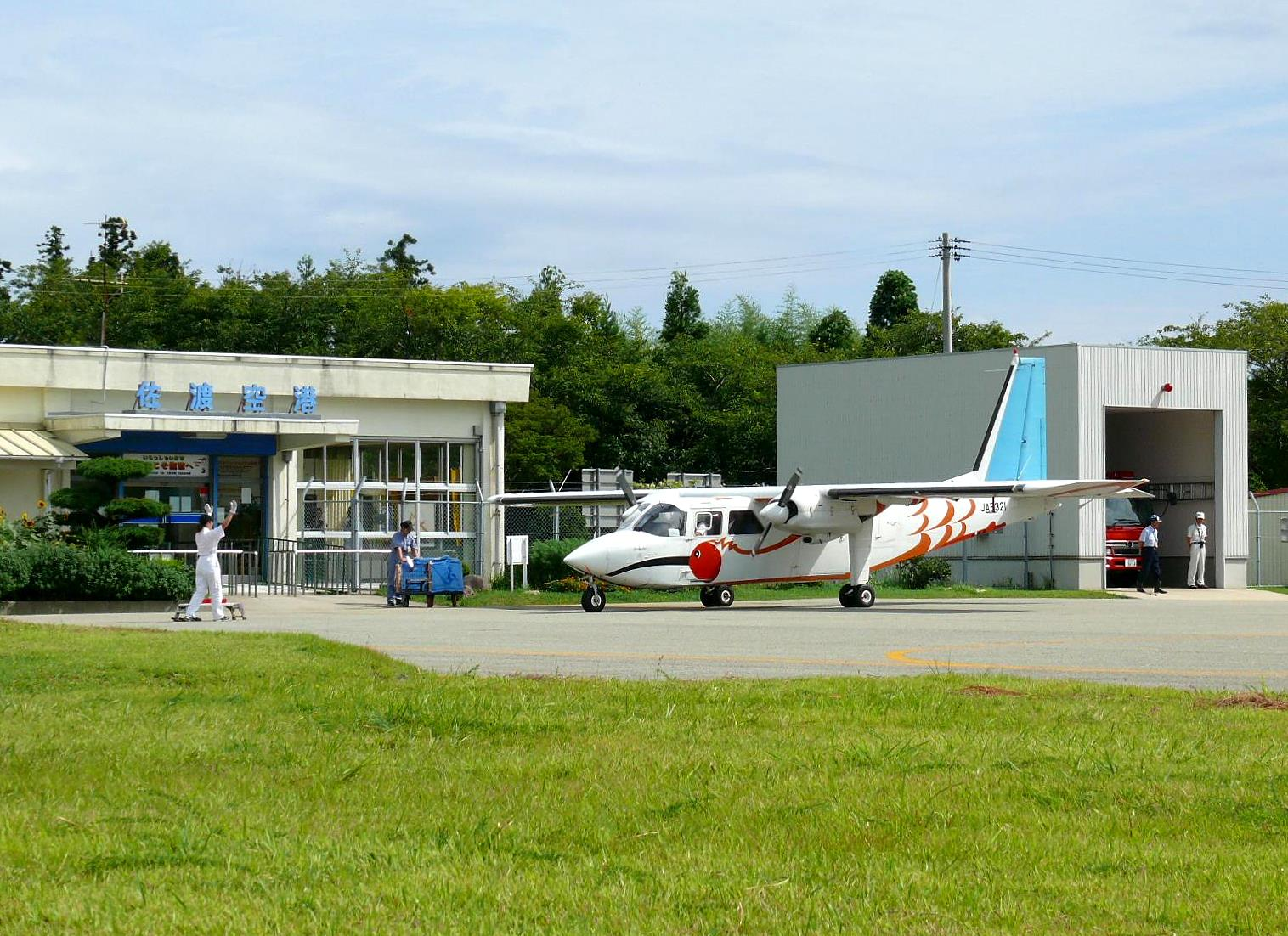
佐渡空港 （2008年撮影）

## 運航機材
- ブリテン・ノーマン アイランダー（BN-2B-20型、客席定員9人）：2機

JA02TY（製造番号:2296）（垂直尾翼：トキ色）
JA5321（製造番号:2272）（垂直尾翼：水色）
2008年は1機体制で運航した。
いずれも運航終了後の2008年12月にドイツ国内へ向けて売却された。

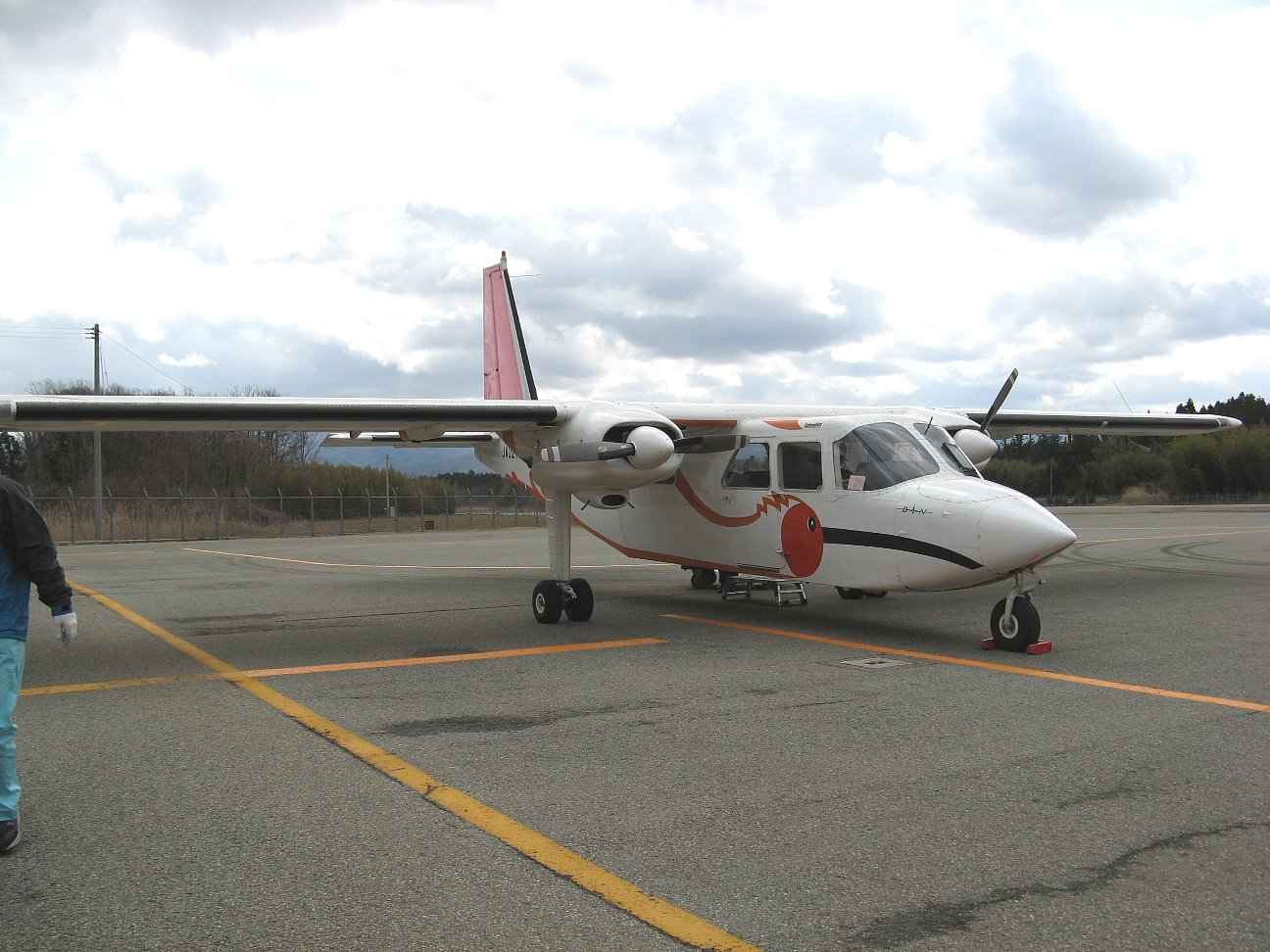
旭伸航空が保有していたBN-2B(JA02TY) （2007年撮影）
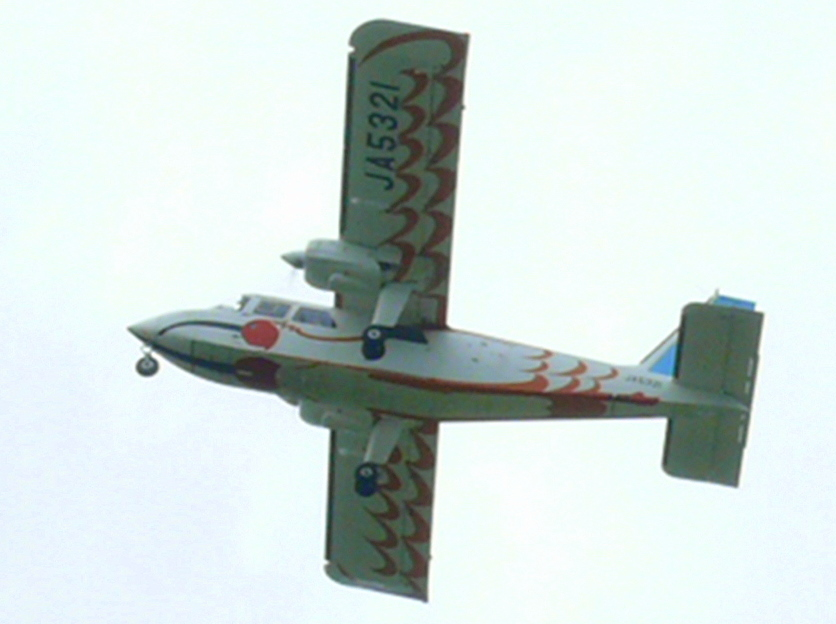
佐渡空港を離陸したBN-2B(JA5321)。朱鷺のイラストが機体に描かれている。 （2008年撮影）

## 旭伸航空とトキ
- 佐渡島の象徴であるトキに因み、所有機のBN-2の機体には、全面にトキをデザインした塗装が施されている。
- トキが中国から佐渡トキ保護センターに贈呈された際、その新潟空港から佐渡空港への輸送には、このBN-2が使用された。[2]
- 旭伸航空が佐渡航路を開設したのは1996年であり、このときデザインの元であるトキはすでに野生絶滅していた。しかし、廃止直前の2008年9月25日にトキの野生復帰へ向けた試験放鳥が行われ、たった6日間ではあるが、トキ塗装のBN-2が、本物のトキと佐渡の空を同時に飛ぶことが叶った。